# Giuseppe D’Urso
Giuseppe D’Urso (* 15. September 1969 in Catania) ist ein ehemaliger italienischer Mittelstreckenläufer, dessen Spezialstrecke der 800-Meter-Lauf war.
Sein größter sportlicher Erfolg war der Gewinn der Silbermedaille bei den Leichtathletik-Weltmeisterschaften 1993 in Stuttgart hinter dem Kenianer Paul Ruto und vor dem großen Favoriten Billy Konchellah.
Bei den Olympischen Sommerspielen 1996 in Atlanta konnte sich D’Urso nicht für das Finale der besten Acht qualifizieren und schied im Halbfinale aus. 
D’Urso siegte auf seiner Spezialstrecke bei der Universiade 1991 in Sheffield sowie bei den Mittelmeerspielen 1997 in Bari und gewann Silber bei den Halleneuropameisterschaften 1996. 
Zudem gewann er 1999 den Leichtathletik-Europacup über 1500 Meter.
In der selten gelaufenen 4-mal-800-Meter-Staffel ist D’Urso gemeinsam mit Andrea Giocondi, Alberto Barsotti und Andrea Benvenuti seit 1992 in 7:11,3 min italienischer Rekordhalter.
Giuseppe D’Urso ist 1,78 m groß und wog zu Wettkampfzeiten 56 kg. Er wurde von Pietro Collura trainiert und startete für Fiamma Azzurre.

## Persönliche Bestleistungen
- 800 m: 1:43,95 min, 5. Juni 1996, Rom
  - Halle: 1:45,44 min, 17. Februar 1993, Genua
- 1000 m: 2:15,87 min, 17. Juli 1999, Nizza
- 1500 m: 3:35,78 min, 1. Juli 1998, Bellinzona
  - Halle: 3:37,5 min, 22. Februar 1997, Genua
- 1 Meile: 3:52,72 min, 7. Juli 1999, Rom
- 3000 m: 8:04,5 min, 27. April 2001, Catania